# آزات، ارمنستان
آزات (به ارمنی: Ազատ) یک شهر در ارمنستان است که در استان گغارکونیک واقع شده‌است. آزات  در ۸۶  کیلومتری جنوب شرقی گاوار، مرکز استان گغارکونیک واقع شده است.

## خصوصیات
آزات ۱۶۵ نفر جمعیت دارد و  در ارتفاع ۲۰۵۰ متر (۶٬۷۳۰ پا) بالاتر از سطح دریا واقع شده‌است.